# Rodrigo Varanda
Rodrigo Santos Varanda (Maringá, 1º gennaio 2003) è un calciatore brasiliano, attaccante del São José.

## Carriera
Varanda ha iniziato a giocare nel settore giovanile nel 2009 all'età di 6 anni, prima con la squadra di Futsal, poi in quella di calcio a 11. Nel 2021 è stato aggregato alla prima squadra ed il 28 febbraio ha debuttato contro il RB Bragantino nel Campionato Paulista. Ha realizzato la sua prima rete nella partita successiva, contro il Palmeiras.
Nel settembre 2021 è stato prestato per tre mesi al São Bernardo, dove ha disputato la Copa Paulista. Rientrato al Corinthians, ha giocato con la formazione Under-20 prima di passare in prestito alla Chapecoense nel mese di aprile. Il 5 luglio seguente ha rescisso il contratto con il club catarinense ed è stato ceduto, sempre in prestito, all'Akritas Chlōrakas.
Il 7 marzo 2023 si è unito in prestito all'América-MG che lo ha inizialmente assegnato alla formazione Under-20. L'11 giugno ha debuttato in Série A giocando il secondo tempo dell'incontro pareggiato 2-2 contro l'Athl. Paranaense.
Il 5 luglio 2024 viene ceduto in prestito al Santa Clara.

## Statistiche

### Presenze e reti nei club
Statistiche aggiornate al 30 giugno 2023.
| Stagione        | Squadra           | Campionato      | Campionato | Campionato | Coppe nazionali | Coppe nazionali | Coppe nazionali | Coppe continentali | Coppe continentali | Coppe continentali | Altre coppe | Altre coppe | Altre coppe | Totale | Totale | Totale |
| Stagione        | Squadra           | Comp            | Pres       | Reti       | Comp            | Pres            | Reti            | Comp               | Pres               | Reti               | Comp        | Pres        | Reti        | Pres   | Reti   |        |
| --------------- | ----------------- | --------------- | ---------- | ---------- | --------------- | --------------- | --------------- | ------------------ | ------------------ | ------------------ | ----------- | ----------- | ----------- | ------ | ------ | ------ |
| 2021            | Corinthians       | A1/SP+A         | 8+0        | 1          | CB              | 2               | 0               | CS                 | 0                  | 0                  |             | -           | -           | 10     | 1      |        |
| 2021            | São Bernardo      |                 | -          | -          |                 | -               | -               |                    | -                  | -                  | CP          | 6           | 0           | 6      | 0      |        |
| 2022            | Chapecoense       | B               | 3          | 0          | CB              | 0               | 0               |                    | -                  | -                  |             | -           | -           | 3      | 0      |        |
| 2022-gen. 2023  | Akritas Chlōrakas | A               | 10         | 1          | CC              | 1               | 0               |                    | -                  | -                  |             | -           | -           | 11     | 1      |        |
| 2023            | América-MG        | M1/MG+A         | 0+2        | 0          | CB              | 1               | 0               | CS                 | 3                  | 0                  |             | -           | -           | 6      | 0      |        |
| Totale carriera | Totale carriera   | Totale carriera | 23         | 2          |                 | 4               | 0               |                    | 3                  | 0                  |             | 6           | 0           | 36     | 2      |        |